# Aforia staminea
Aforia staminea é uma espécie de gastrópode do gênero Aforia, pertencente a família Cochlespiridae.